# جيمس كيلسي
جيمس كيلسي (بالإنجليزية: James Kelsey)‏ هو نحات أمريكي، ولد في 15 نوفمبر 1964 في ميلواكي في الولايات المتحدة.